# Velòdrom de Tirador
El velòdrom de Tirador, dit també velòdrom del Tirador, és una pista de ciclisme en pista a l'aire lliure de Palma (Mallorca, Illes Balears, Espanya) activa entre 1903 i 1973. Va ser la pista ciclista de referència a Espanya durant sis dècades fins a la construcció del Velòdrom d'Anoeta (Sant Sebastià) el 1965. Ha estat una de les quatre pistes ciclistes hagudes a la ciutat. Abans va existir el Velòdrom de Son Espanyolet (1893–1911), després l'actual Velòdrom de Son Moix (1987) i finalment el Velòdrom Illes Balears (abans Palma Arena) (2007).
La pista es va salvar de la desaparició in extremis gràcies a l'acció de diferents col·lectius que van lluitar-ne per la conservació, com l'Associació de Veïns des Fortí i la iniciativa ciutadana, especialment la de l'investigador Manuel García Gargallo, que en va defensar la preservació i va divulgar-ne el valor històric i cultural. Això va dur l'Ajuntament de Palma, que en principi contemplava la demolició per a la creació d'un parc, a rehabilitar-ho amb idèntica finalitat.
Des de 2015 és de titularitat municipal, el 2020 fou declarat Bé Catalogat per l'Ajuntament de Palma i resta pendent la recuperació com a zona verda per incorporar-lo al denominat Bosc Urbà de Palma, el que se preveu executar a partir de 2026. Els darrers anys ha patit un procés d'abandonament i progressiva degradació en ajornar-se repetidament la rehabilitació.

## Història

### Orígens i construcció
Abans de la construcció del velòdrom, aquest lloc havia estat propietat del col·legi de paraires del segle xiv ençà, i era el lloc on rentaven, estiraven i eixugaven les teles. Deu el nom al procés de tirar o estirar les teles (tirador 'lloc on hom tira').
La societat ciclista palmesana Veloç Sport Balear en va ser impulsar la construcció. En la dècada de 1890 el ciclisme en pista començava a refermar-se a l'illa i, amb això, varen aflorar diverses pistes d'escassa qualitat i breu durada. Així va néixer el primer velòdrom de la capital: Son Espanyolet, inaugurat el 1893. Com la resta de pistes, la construcció era tècnicament deficient. Va ser reinaugurat dues vegades més per suplir els defectes. El Veloç Sport Balear, un dels arrendataris de la pista, va pensar a construir un recinte nou de millor qualitat, a més de fer-ho en terrenys de la seva propietat per garantir-ne la perdurabilitat. Per això va adquirir uns terrenys (llavors extramurs) de la ciutat, propers al torrent de sa Riera que antigament travessava la ciutat.
Es va col·locar la primera pedra el 4 de desembre de 1898, però diverses circumstàncies (principalment falta de liquiditat) varen interrompre les obres en diverses ocasions i les varen prolongar durant gairebé cinc anys, fins que va ésser inaugurada el 10 d'agost de 1903. Després de la seva inauguració l'activitat a Son Espanyolet va cessar completament i poc després desaparegué.

### Primers anys
La seva inauguració el 10 d'agost de 1903 va ésser un esdeveniment a nivell estatal i ben aviat el velòdrom es va convertir en la pista de referència a Espanya: allà es va celebrar el Campionat d'Espanya de velocitat el 1904, prova que havia deixat de disputar-se el 1897 per manca d'una pista adequada. Al seu torn va propiciar el naixement del Campionat d'Espanya de mig fons el 1908, fins aleshores inexistent, ja que era la pista més adequada per a la disputa de proves de llarg recorregut. Malgrat això l'afició ciclista a Mallorca passava llavors per un període de crisi i l'aficionat només responia davant les grans proves, així que durant la resta de l'any al recinte es practicaven tota mena d'esports, especialment el futbol.

### Anys d'esplendor
Els primers anys de Tirador varen contribuir decisivament a la consolidació i desenvolupament de l'afició ciclista mallorquina i a l'aparició dels primers campions d'Espanya locals a partir de 1913. Des de llavors la pista espanyola va estar dominada per ciclistes mallorquins durant dècades, especialment en la modalitat de mig fons. D'aquesta primera època varen destacar Simó Febrer Guixer i Miquel Bover Salom. El 1920 el Veloç Sport Balear va planejar substituir la pista per un velòdrom cobert de més capacitat i funcionalitat per l'èxit de les proves disputades, semblant al Velòdrom d'Hivern de París (Vel d'hiv); però no es va concretar res i la pista va sobreviure.
Entre 1921 i 1925 va ser clausurat per sanció federativa, però en reobrir-se va recuperar el seu lideratge en el ciclisme en pista espanyol sense problemes. Successivament varen aparèixer pistes a Espanya que podien ser una alternativa, com el Velòdrom de Ciudad Lineal (Madrid), el velòdrom annex a l'Estadi de Torrero (Saragossa) o el velòdrom de Sants (Barcelona), que varen acollir diverses edicions del Campionat d'Espanya de ciclisme en pista en els anys 20 i 30; però per diversos motius totes varen ser de curta vida, la qual cosa deixava successivament la pista com a únic referent. En aquests anys els seus protagonistes més destacats varen ser Josep Nicolau, Rafel Pou i Bartomeu Flaquer, els dos primers varen morir per sengles caigudes en Tirador.
Durant la Guerra Civil espanyola va estar pràcticament inactiu, però no va patir danys materials. En acabar el conflicte bèl·lic va recuperar la seva activitat amb una força igual o major i, tret de períodes puntuals, durant els anys 40 i 50 la seva activitat ciclista va ser constant a tots els nivells. Durant aquests anys el concurs de ciclistes estrangers va ser escàs, primer per la Segona Guerra Mundial i després per l'aïllament diplomàtic del país. Aquests anys varen destacar amb llum pròpia els corredors Miquel Llompart i el mateix Bartomeu Flaquer. En aquells anys sorgiren noves pistes a Campos (1935), Tortosa (1943), Mataró (1948) i altres de durada molt més breu, que acolliren proves d'importància i campionats oficials amb asiduïtat, però sense arribar a desplaçar la pista palmesana com a referent principal.
La victòria del mallorquí Guillem Timoner en el Campionat del món de 1955 celebrat a Milà va suposar un reconeixement internacional per a la pista, que des de llavors va entrar en el circuit de grans pistes del món atrets pel campió local, assidu corredor en la pista. Això també va coincidir amb una generació de ciclistes mallorquins que varen assolir rellevància internacional i varen ajudar a consolidar el rang internacional de la pista com Pere Josep Gomila, Josep Escalas, Francesc Tortella o el campió del món de mig fons el 1965, Miquel Mas.
A partir dels anys 50 sorgiren projectes periòdicament per substituir el velòdrom per altres instal·lacions de més capacitat i funcionalitat, una vegada superats els pitjors anys de la postguerra i a causa del seu gradual envelliment. Malgrat això mai no es va concretar res i la pista va sobreviure. El moment de més risc va ser l'ambiciós projecte municipal planejat en els anys 60 pel batle Màxim Alomar per cobrir el torrent de sa Riera que travessa la ciutat i transcorria devora la pista, però que finalment fou descartat pel seu elevat cost.

### Decadència i clausura
La inauguració del Velòdrom d'Anoeta (Sant Sebastià) el 1965, amb la celebració del Campionat del món aquell mateix any va marcar l'inici del seu declivi. A partir de llavors, Tirador va deixar de ser la pista de referència a l'Estat i va entrar en un procés de decadència irreversible. Va deixar d'acollir proves de primer nivell a partir de 1968 (encara s'organitzarien campionats oficials fins 1972), el seu deteriorament creixent i la pèrdua generalitzada d'interès per les competicions en pista en detriment de les proves en ruta varen obligar al seu tancament definitiu el març de 1973. Els darrers projectes de rehabilitació, en col·laboració amb les federacions Espanyola o Balear no varen fructificar, i la construcció del Velòdrom Andreu Oliver a la localitat veïna d'Algaida l'any 1975 el va enterrar definitivament en l'oblit.
Des d'aleshores els seus propietaris, un Veloç Sport Balear en hores baixes, va dedicar els terrenys a altres usos. El 1999 es varen construir pistes de pàdel en l'espai central i un aparcament per als seus usuaris, per a la qual cosa es va mutilar la pista a l'altura d'un dels peralts per permetre l'accés dels vehicles. Poc després, un altre espai del velòdrom va ser habilitat com a dipòsit municipal de vehicles. Mentrestant, la pista va quedar abandonada i en un estat de degradació progressiva.

### Expropiació i rehabilitació
Des dels anys 90 l'Ajuntament de Palma planejava la construcció d'una extensa zona verda al torrent de sa Riera denominada sa Falca Verda. El disseny del parc, segons un disseny de Manuel Ribas i Piera aprovat el 2002, preveia la desaparició de la pista, tret d'es Xalet de Gaspar Bennàzar. El 2007 es va inaugurar la primera fase, l'anomenat Parc de la Riera, i varen continuar els tràmits d'expropiació per escometre la segona en els terrenys en què es trobava la pista.
Els recursos judicials presentats pels propietaris afectats i la tardança en la resolució varen fer que l'expropiació del velòdrom es demorés fins al juliol de 2015. No obstant això, la municipalitat no va poder actuar perquè la taxació definitiva dels terrenys i el pagament posterior encara estaven pendents de resolució judicial definitiva. Definitivament, la pista no fou municipal de ple dret fins al febrer de 2019.
Mentre, el projecte inicial de sa Falca Verda per a la zona havia estat descartat. Quan se produí l'expropiació el 2015 l'Ajuntament de Palma havia substituït el disseny inicial de Ribas i Piera per un altre que mantingués la històrica instal·lació integrada en la futura zona verda, conjuntament amb el solar annex de l'antic Canòdrom Balear. El nou disseny va anar a càrrec de l'estudi de l'arquitecta Isabel Bennasar i la zona verda fue batejada com a Bosc Urbà.
Degut a la manca de manteniment fins que l'expropiació de 2015 fou definitiva, les instal·lacions han sofert un accelerat procés de degradació fins a trobar-se en un estat d'abandó i brutor generalitzat, a més de la presència d'ocupes. Mentrestant, es tramitava el projecte de rehabilitació i la dotació de pressupost per a l'execució.
Finalment, el 22 de maig de 2025 fou presentat l'avantprojecte de rehabilitació de la pista per convertir-la en zona verda, segons disseny de les arquitectes Isabel Bennasar i Corina Dîndăreanu.

## Descripció

### La pista
El velòdrom té una corda de 333,33 metres i 6 metres d'ample, amb dos peralts massissos de ciment (encarats a llevant i ponent) i grades a cada costat de les rectes: principal (nord) i general (sud), amb capacitat per a aproximadament 2.000 espectadors. A causa del caràcter allargat dels terrenys adquirits pel Veloç Sport Balear, l'el·lipsi de la pista és més allargada del normal per adaptar-se al perímetre de la finca: les seves rectes tenen un recorregut major i els seus peralts són més tancats del normal, a més de més inclinats per compensar la seva accentuada curvatura. A conseqüència d'això l'espai central té una àrea aproximada de 110 per 33,3 metres.

### La tribuna coberta (es Xalet)
A principis de febrer de 1918 el Veloz Sport Balear va emprendre obres de millora de les instal·lacions. Aquestes passaven per arreglar la pista, refer els murs que la tancaven y renovar la tribuna coberta del peralt de Ponent, fins llavors provisional. L'arquitecte Gaspar Bennàzar, a la postre arquitecte municipal de la ciutat, fou qui va dissenyar la nova tribuna coberta en aquest peralt. A finals de març les obres estaven molt avançades, per la qual cosa començaria a funcionar a curt termini. La construcció, amb forma de templet rectangular, aviat fou coneguda com es Xalet. A més de servir de tribuna, també donava servei de cafeteria i terrassa per als socis en oferir una perspectiva privilegiada de les proves ciclistes que allà s'hi disputaven. En els anys 70, quan el velòdrom va cessar la seva activitat, l'edifici fou transformat: els arcs de la tribuna varen ser tapiats i l'edifici dividit en dos pisos, per traslladar-hi allà el local social del Veloz Sport Balear.
Des del seu tancament el 1973, l'obra en el seu conjunt (pista, grades i Xalet) es va anar degradant progressivament. Així i tot, la qualitat de la construcció ha fet que sigui tan sols superficial i que tota l'estructura es mantingui incòlume. A començaments dels anys 90 es va obrir un vial que es va obligar a esbucar la paret principal i xapar part dels jardins d'entrada, però no va afectar la resta del conjunt.

## Esdeveniments
Des de la inauguració fins a la clausura la pista va acollir proves oficials amb regularitat i probablement és la pista que més campionats oficials d'Espanya i de les Illes Balears hagi acollit.

### Competicions internacionals
Al velòdrom es varen va organitzar proves amb corredors estrangers ben aviat, ja que la primera es remunta a 1906. Encara que la participació de primeríssimes figures va haver d'esperar als anys 50, gràcies als èxits de qui fos sis vegades campió del món de mig fons entre 1955 i 1965, el mallorquí Guillem Timoner. En diverses ocasions la pista va optar a acollir un campionat europeu, i fins i tot del món. Però mai no ho va aconseguir, principalment per la manca de recursos de la Federació Espanyola de Ciclisme (llavors Unión Velocipédica Española) per afrontar l'empresa i la superioritat d'altres països en el pla econòmic, logístic i esportiu. També altres factors, com l'esclat de la Primera Guerra Mundial, varen impedir que prosperés la seva candidatura a l'europeu de 1915 i el mundial de 1917.

### Competicions estatals
Des de la inauguració el velòdrom va obtenir un gran prestigi a nivell estatal i va acollir amb regularitat els campionats d'Espanya de velocitat (des de 1904) i de mig fons rere moto stayer (des de 1908). Posteriorment faria el mateix amb les diferents modalitats que varen sorgir, sobretot, a partir dels anys 40: de mig fons rere moto comercial (1941) o de persecució (1949), tant en categoria professional com d'aficionats en tots els casos.
- Campionat d'Espanya de velocitat: 1904, 1914, 1916, 1919, 1920, 1921, 1931, 1934, 1935, 1939, 1940, 1941, 1944, 1947, 1948, 1950 i 1956.
- Campionat d'Espanya de mig fons rere moto stayer: 1908 (*), 1913, 1914, 1915, 1916, 1917, 1918, 1919, 1920, 1921, 1926, 1927, 1929, 1931, 1934, 1940, 1941, 1943, 1945, 1946, 1947 i 1949.
- Campionat d'Espanya de mig fons rere moto stayer (aficionats): 1972.
- Campionat d'Espanya de mig fons rere moto comercial: 1941 (*), 1944, 1959, 1960, 1961, 1962, 1963, 1964, 1968, 1969, 1970 i 1972.
- Campionat d'Espanya de mig fons rere moto comercial (aficionats): 1957 (*), 1958, 1959, 1960, 1963, 1964, 1968 i 1969.
- Campionat d'Espanya de persecució individual: 1949 (*), 1954, 1956, 1957, 1959, 1960, 1961, 1962, 1963 i 1964.
- Campionat d'Espanya de persecució individual (aficionats): 1958, 1959, 1960 i 1970.
- Campionat d'Espanya de fons: 1941 (*), 1962 i 1963.
- Campionat d'Espanya de fons (aficionats): 1964.

(*) primera edició de la modalitat.
En els anys 60 va participar en el Torneig Intervelòdroms, competició en format de lliga que enfrontava a equips adscrits a diferents pistes de la geografia espanyola. L'equip de Balears, que corria a Tirador, va guanyar la primera edició (1965).

### Competicions regionals
A nivell balear, per a la seva inauguració es va celebrar el campionat de Balears de velocitat, que des d'aleshores es va córrer allà amb regularitat. També el campionat de Balears de fons des de la seva creació el 1912, així com la resta de modalitats que varen sorgir posteriorment, com en el cas estatal. En aquest cas Tirador va haver de comptar amb la profusió de pistes tan característica de Mallorca, especialment amb el Velòdrom de Campos.
- Campionat de Balears de velocitat: 1903, 1905, 1906, 1908, 1912, 1913, 1916, 1917, 1919, 1920, 1925, 1926, 1932, 1935, 1939, 1944, 1945 i 1966.
- Campionat de Balears de velocitat (aficionats): 1955 (*), 1956, 1957 i 1966.
- Campionat de Balears de fons: 1912 (*), 1913, 1917, 1919, 1920, 1925, 1926, 1928, 1931, 1938, 1939, 1942, 1944, 1956 i 1963.
- Campionat de Balears de fons (aficionats): 1954 (*), 1958, 1959 i 1972.
- Campionat de Balears de mig fons rere moto stayer: 1930 (*), 1931, 1932, 1933, 1934, 1935, 1936, 1941 i 1946.
- Campionat de Balears de mig fons rere moto comercial: 1941 (*), 1943, 1958, 1959, 1965, 1971 i 1972.
- Campionat de Balears de mig fons rere moto comercial (aficionats): 1956 (*), 1958, 1959, 1970 i 1971.
- Campionat de Balears de persecució individual: 1956 (*), 1957 i 1966.
- Campionat de Balears de persecució individual (aficionats): 1955 (*), 1956, 1957, 1958, 1966, 1970 i 1972.
- Campionat de Balears d'americana: 1966 (*) i 1972.
- Campionat de Balears del quilòmetre sortida aturada: 1972 (*).

(*) primera edició de la modalitat.

### Ciclisme femení
Durant els anys d'activitat de Tirador, les proves estigueren protagonitzades únicament per ciclistes masculins. L'excepció va esser la visita de la italiana Alfonsina Strada, pionera del ciclisme femení del seu temps, que hi va córrer el 1926. No es varen arribar a organitzar proves femenines oficials, ja que aquestes es començaren a celebrar a Mallorca a partir del 1979 i els campionats regionals en pista a partir de l'any següent, quan el velòdrom ja havia estat clausurat.

### Altres esports
Quan es va construir la pista el ciclisme era l'únic esport amb cert arrelam; la pràctica d'altres esports era encara escassa i amb prou feines hi havia espais per a la seva pràctica. Això va convertir la pista en el principal espai poliesportiu en el qual es varen desenvolupar la majoria d'esports a mesura que arribaven a l'illa.
- Atletisme. Des de 1917 es varen disputar proves de pedestrisme i també en els anys següents.
- Bàsquet. Es va començar a jugar el 1938 en una pista a l'aire lliure. El Veloç Sport Balear va tenir un equip federat entre 1942 i 1945 que va jugar en aquest espai.
- Boxa. Encara que aquest esport es va desenvolupar en altres espais de la ciutat a partir dels anys 30, inicialment es varen disputar alguns combats a la pista. Destaca l'exhibició de l'excampió del món dels pesos pesants, Jack Johnson, el 1917.
- Futbol. Va arribar a Mallorca el 1903 i l'espai central de Tirador va ésser l'únic terreny de joc existent a Palma durant anys. La secció de futbol del Veloç Sport Balear va ser l'equip més potent de l'illa fins al naixement del RCD Mallorca en 1916 i la construcció aquell mateix any del primer terreny de joc reglamentari. Allà va jugar el seu primer partit el Balears FC (actualment CE Atlètic Balears) el 1920.[43]
- Motociclisme. Es varen disputar proves de motocicletes, sobretot en els primers anys de vida de la pista.
- Altres esports: patinatge, tennis i tir.

### Actes socials
A banda del vessant poliesportiu, el velòdrom va ser un punt de trobada social en tractar-se del principal espai a l'aire lliure adequat per a fer actes multitudinaris. Revetlles, concerts i espectacles varen ser habituals, en especial durant el primer terç del segle xx.

## Valor patrimonial
Tirador és la pista ciclista més antiga d'Espanya. Li segueixen les pistes de Campos (1935) i Santa Maria del Camí (1936), també a Mallorca. A més distància la segueixen dues de Catalunya: Tortosa (1943) i Mataró (1948). Actualment és el recinte de caràcter esportiu més antic conservat a Mallorca i un dels més antics d'Espanya. A nivell mundial és la tretzena pista més antiga del món, només superada per quatre velòdroms del Regne Unit (construïts entre 1877 i 1900), sis de França (entre 1884 i 1897), un de Txèquia (1889) i un d'Hongria (1896). Totes elles es troben en ús i han estat modernitzades en diferents graus per a la seva utilització; a diferència de Tirador, que es conserva gairebé com quan fou inaugurat en 1903. La frustració de projectes per a la seva ampliació o substitució (primer) i el relatiu abandonament (després) –en els anys 50 ja es qualificava la pista com a envellida– varen fer que el velòdrom es mantingués gairebé inalterat des de la seva inauguració, tret d'arranjaments superficials per al seu manteniment bàsic.
Una sèrie d'articles a la premsa des de 2014 varen donar a conèixer el seu valor, social, històric i patrimonial. Això va ajudar a divulgar la importància de Tirador entre els qui desconeixien la seva existència, o va recuperar-la per a aquells vells aficionats que fins i tot el creien desaparegut. A més, el 2018 es va presentar un llibre que recopilava la seva història.

### Catalogació
Atès el seu valor històric, des de 2014 es varen succeir iniciatives per a la catalogació del velòdrom com a element protegit.
- L'Ajuntament de Palma, en ple ordinari del 29 de maig de 2014, va aprovar per unanimitat una proposició per a la catalogació d'es Xalet i la conservació de la pista com a espai públic.[58][59]
- L'Ajuntament va anunciar-ne el 20 d'octubre de 2015 la catalogació com a bé patrimonial i la inclusió en el catàleg d'edificis protegits,[60][61] però no es va dur a terme.
- El Consell de Mallorca, en ple ordinari del 16 d'octubre de 2018, va aprovar per unanimitat una proposició que instava l'Ajuntament a la catalogació de tot el conjunt; en cas contrari, seria el propi Consell qui duria a terme els tràmits.[62]
- L'associació preservacionista Hispania Nostra va incorporar-lo el 26 de novembre de 2019 al seu llistat d'elements patrimonials en risc de desaparició.[63]
- L'Ajuntament de Palma, en ple ordinari del 19 de desembre de 2019, va aprovar per unanimitat una proposició per a la catalogació de tot l'espai.[64]

- L'Ajuntament de Palma, en ple ordinari del 30 d'abril de 2020 va aprovar la catalogació provisional[65][66][67] i el 17 de desembre de 2020 de manera definitiva[68][69] per unanimitat de tots els grups municipals.

- Finalment, la catalogació va tenir caràcter oficial des de la seva publicació en el Butlletí Oficial de les Illes Balears (BOIB), el 18 de febrer de 2021.[70]

## Accidents mortals
Durant els 70 anys d'activitat del velòdrom hi va haver un total de cinc víctimes mortals (un motorista i quatre ciclistes):
- Antoni Parets Coll, el 21 d'agost de 1927 quan, en qualitat de motorista de mig fons, conduïa en una carrera al ciclista Gaspar Pocoví.
- Josep Nicolau i Balaguer, es Canó de Llorito, el 18 de novembre de 1934 als 26 anys, quan se celebrava el campionat d'Espanya de mig fons.
- Rafel Pou Sastre, el 27 de maig de 1936 als 27 anys, quan s'entrenava rere moto.
- Pere Bover Pons, fill de Miquel Bover Salom es Sardiner el 15 de maig de 1940 als 18 anys, quan disputava una carrera a l'americana.
- Willy Lauwers (Bèlgica) el 12 d'abril de 1959 als 22 anys, en una carrera rere moto.